# Daihatsu Challenge 1980
Daihatsu Challenge 1980 - жіночий тенісний турнір, що проходив на закритих кортах з килимовим покриттям Брайтонського центру в Брайтоні (Англія). Належав до турнірів категорії AAA в рамках Colgate Series 1980. Відбувсь утретє і тривав з 20 жовтня до 25 жовтня 1980 року. Перша сіяна Кріс Еверт-Ллойд здобула титул в одиночному розряді й отримала за це 22 тис. доларів США.

## Фінальна частина

### Одиночний розряд
Кріс Еверт-Ллойд —  Мартіна Навратілова 6–4, 5–7, 6–3
- Для Еверт-Ллойд це був 8-й титул в одиночному розряді за сезон і 101-й — за кар'єру.

### Парний розряд
Кеті Джордан /  Енн Сміт —  Мартіна Навратілова /  Бетті Стов 6–3, 7–5

## Розподіл призових грошей
| Дисципліна       | П       | F       | ПФ     | ЧФ     | 1/8    | 1/16 |
| Одиночний розряд | $22,000 | $11,000 | $5,875 | $2,800 | $1,400 | $700 |

## Нотатки
1. ↑  Турніри з призовими для жінок принаймні 125 тис. доларів.[1]